# Военный ординариат Колумбии
Военный ординариат Колумбии (исп. Diócesis Castrense de Colombia) — военный ординариат Римско-Католической Церкви, действующий в Колумбии. Военный ординариат Колумбии, подчиняясь непосредственно Святому Престолу, обеспечивает пастырское окормление военнослужащих колумбийской армии и их семей.

## История
13 октября 1949 года в Колумбии был создан институт военных капелланов для верующих, служивших в колумбийской армии.
21 июля 1986 года Римский папа Иоанн Павел II издал буллу «Spirituali militum curae», которой учредил в Колумбии военный ординариат.

## Ординарии
- кардинал Крисанто Луке Санчес (14.07.1950 — 7.05.1959);
- кардинал Луис Конча Кордоба (19.05.1959 — 29.07.1972);
- кардинал Анибаль Муньос Дуке (30.07.1972 — 7.06.1985);
- архиепископ Марио Револьо Браво (25.06.1984 — 7.06.1985);
- епископ Víctor Manuel López Forero (7.06.1985 — 21.06.1994) — назначен архиепископом Нуэва-Памплоны;
- епископ Álvaro Raúl Jarro Tobos (24.01.1997 — 19.01.2001);
- епископ Fabio Suescún Mutis (19.01.2001 — 07.12.2020);
- епископ Víctor Manuel Ochoa Cadavid (07.12.2020 — по настоящее время).

## Источник
- Annuario Pontificio, Libreria Editrice Vaticana, Città del Vaticano, 2003, ISBN 88-209-7422-3
- Булла Spirituali militum curae  (лат.)